# Liu Tiemo
Liu Tiemo (chiń. 劉鐵磨, pinyin Liú Tiěmó; kor. 류철마 Lyuch'ŏlma; jap. Ryūtetsuma; wiet. Lưu Thiết Mâ; ur. IX wiek) – uczennica mistrza Guishana Lingyou. Według dzisiejszych standardów byłaby mistrzynią chan.

## Życiorys
O jej życiu niewiele wiadomo. Była uczennicą mistrza chan szkoły hongzhou Guishana Lingyou, założyciela szkoły guiyang. Po otrzymaniu od niego przekazu Dharmy zamieszkała kilka mil od niego i od czasu do czasu go odwiedzała. Dochodziło wtedy do walki Dharmy.
Zachowała się wymiana zdań między nimi, którą mimo wymiany słów należy rozpatrywać jako niewerbalną:
Liu Mieląca Żelazo udała się do Guishana.
Guishan powiedział Stara krowo, a więc przyszłaś!
Liu powiedziała Jutro na górze Tai odbędzie się gminne święto, czy pójdziesz?
Guishan położył się.
Liu natychmiast wyszła.
Nauczała chanu, który został opisany jako „gwałtownie zachwycający i niebezpieczny”. Miała zdolność sprawdzania prawdziwego charakteru i ducha uczniów chanu i stąd wziął się jej przydomek „Liu Mieląca Żelazo”.
Zachowało się z nią kilka historii. Najbardziej znane są Koany 60 z Congrong lu i 24 z Biyan lu. Z Guzunsu yulu (Zapiski czcigodnych starożytnych) pochodzi jej wyjątkowo łagodne spotkanie z mistrzem Zihu.
Przywódca kongregacji, zwana „Mieląca Żelazo Liu”, przyszła odwiedzić mistrza chan Zihu.
Zihu powiedział Słyszałem o „Mielącej Żelazo Liu”. Mówią, że nie jest cię łatwo zadowolić. Naprawdę tak jest?
Liu powiedziała Gdzie to słyszałeś?
Zihu powiedział Mówi się o tym na lewo i na prawo.
Liu powiedziała Nie spadnij, mistrzu.
Zihu odprowadził ją kłaniając się.
Nauczała we własnym klasztorze.

## Linia przekazu Dharmy zen
Pierwsza liczba oznacza liczbę pokoleń od Pierwszego Patriarchy chan w Indiach Mahakaśjapy.
Druga liczba oznacza liczbę pokoleń od Pierwszego Patriarchy chan w Chinach Bodhidharmy.
Trzecia liczba oznacza początek nowej linii przekazu w innym kraju.
- 36/9. Baizhang Huaihai (720–814)
  - 37/10. Guishan Lingyou (771–853) szkoła guiyang
    - 38/10. Liu Tiemo (bd) mistrzyni chan
    - 38/11. Lingyun Zhiqin (bd)
    - 38/11. Jiufeng Zihui (bd)
    - 38/11. Shuanfeng (bd)
    - 38/11. Xiangyan Zhixian (zm. 898)
      - 39/12. Hudou (bd)
      - 39/12. Guang książę

    - 38/11. Jingzhao Mihu (bd)
    - 38/11. Jingshan Hongyin (zm. 901)
    - 38/11. Yangshan Huiji (814–890)
      - 39/12/1. Sunji Yoo (bd) Korea; wprowadził szkołę guiyang do Silli
      - 39/12. Nanta Guangyong (840–938)
        - 40/13. Bajiao Huiqing (bd) koreański mistrz działający w Chinach
          - 41/14. Xingyang Qingrang